# Prostitución en los territorios británicos de ultramar
Los territorios británicos de ultramar (BOT, por sus siglas en inglés) o, alternativamente, los territorios de ultramar del Reino Unido (UKOT, en inglés), son 14 territorios bajo la jurisdicción y soberanía del Reino Unido. Diez de esos territorios son colonias del Imperio británico a las que no se les ha otorgado la independencia, o que han votado para permanecer asociados a la unión en calidad de territorios, encontrándose en la lista del Comité Especial de Descolonización de la Organización de las Naciones Unidas. Los territorios británicos de ultramar no forman parte del Reino Unido. La mayoría de los territorios habitados se autogobiernan internamente, y el Reino Unido conserva la responsabilidad de la defensa y las relaciones exteriores. El resto está deshabitado o tiene una población transitoria de personal militar o científico.
En la práctica totalidad de los territorios británicos de ultramar habitados, el modelo imperante respecto a la prostitución es el del abolicionismo clásico, bajo el cual dicha actividad no es regulada, y la prostitución a terceros (el proxenetismo o la prostitución en burdeles) es ilegalizada, así como lo pueden ser, en algunos lugares, actos individuales como el ofrecimiento de dinero a cambio de sexo, o el ofrecimiento de servicios sexuales en la vía pública. Las únicas excepciones a esta norma parecen ser la colonia de Gibraltar, en la cual, la prostitución es ilegal en todas sus formas, y el territorio de las Islas Pitcairn, en el que la prostitución no está regulada de ninguna manera (con la excepción de la prostitución infantil).

## Territorios británicos de ultramar pendientes de descolonización

### Anguila
La prostitución es alegal en Anguila, pero las actividades relacionadas como el mantenimiento de burdeles son ilegales en pos de las secciones 171 a 181 del Código Penal (modelo abolicionista).
En 2016 la fotoperiodista Belinda Soncini produjo un fotoblog sobre las prostitutas de la isla titulado 'Mujeres desesperadas: la última exportación de Venezuela'. A principios de 2018, un periodista recogió este documental fotográfico en un artículo quejándose de que, en la práctica, la legislación anti-burdeles no se cumplía. Según el artículo, los burdeles son comunes en la isla, y la mayoría de las aldeas tienen un 'bar deportivo' donde trabajan prostitutas. Estas barras tienen habitaciones en la parte posterior que son las que usarían las trabajadoras sexuales. Muchas de estas prostitutas serían de Venezuela, y la policía haría la vista gorda ante tales actividades, las cuales, como sugería días después, podrían estar ligadas al tráfico sexual. En respuesta a dichas acusaciones, la policía llevaría a cabo arrestos en verano de 2018 bajo cargos relacionados con el proxenetismo.

### Bermudas
Desde marzo de 2017 la prostitución es alegal en las Bermudas, pero las actividades relacionadas, como administrar un burdel, son ilegales según el Código Penal (modelo abolicionista). A las mujeres que vienen a la isla a trabajar como prostitutas, o que son prostitutas conocidas, se les puede negar la entrada bajo las leyes de inmigración. Muchas de las prostitutas que trabajaban en el país antes de 2010 eran de Filipinas, República Dominicana y Panamá. En 2010, los requisitos de visado para personas de estos países se cambiaron para trata de frenar la prostitución. La prostitución callejera tiene lugar en la capital, Hamilton, en Front Street.
Las Bermudas tienen una larga historia de prostitución alimentada por la guarnición británica y los marineros que visitan y visitaban las islas.  Uno de los más conocidos antiguos burdeles, The Queen Of The East , fue demolido en 2016. Había sido construido originalmente en la década de 1740.  En 1968, cuando la homosexualidad todavía estaba prohibida en la Royal Navy, el "caso de las Bermudas" causó preocupación a las autoridades navales. El propietario de un burdel gay en la isla había registrado los nombres y los barcos de más de 400 marineros que habían visitado el burdel, lo que los convertía en el blanco de su chantaje.

### Gibraltar
La prostitución en cualquiera de sus formas es ilegal en Gibraltar, así como el ofrecimiento de dinero a cambio de servicios sexuales, y/o pagar a una prostituta víctima de trata, explotación o esclavitud sexual. Cuando los burdeles fueron cerrados y la prostitución prohibida por el gobernador Horace Smith-Dorrien en enero de 1922, las prostitutas (en su mayoría españolas) cruzaron la frontera hacia el área de la calle Gibraltar en La Línea de la Concepción, y la calle donde ejercían su actividad, la Rampa de Serruya (conocida popularmente como Calle Peligro), fue rebautizada como "Nuevo Pasaje", con la esperanza de confundir a los marineros visitantes. En la actualidad, no existen indicios de prostitución en Gibraltar, habiéndose trasladado el negocio del sexo a localidades españolas cercanas del Campo de Gibraltar, más permisivas legalmente.
En 1725, convertida en colonia británica, vivían en Gibraltar alrededor de 1,000 católicos y judíos, y alrededor de 100 protestantes británicos. Algunas de las mujeres británicas eran prostitutas. La acumulación militar británica en Gibraltar comenzó durante el sitio de 1727. Un periodista señaló que en ese año había mucha emoción ya que un barco debía ir desde Irlanda con prostitutas a bordo.
En el siglo XIX, las autoridades militares a cargo consideraron que la prostitución era inevitable donde estaban estacionados soldados y marineros. Era requerido un permiso rescindible para personas no británicas para entrar y residir en Gibraltar. Los permisos solo se emitían a las prostitutas si estas aceptaban someterse un examen médico semanal. El incumplimiento de este examen solo una vez daría lugar a la revocación del permiso. Las prostitutas británicas en Gibraltar se incorporaron al plan retirando los permisos a cualquier prostituta extranjera con la que residieran si la prostituta británica no los acompañaba al examen. La policía mantuvo un estrecho escrutinio sobre los prostíbulos y las prostitutas. A fines del siglo XIX, la prostitución se había centrado en una calle llamada Rampa de Serruya, conocida localmente como Calle Peligro. En este momento, la mayoría de las prostitutas eran españolas. En 1892, un funcionario de la Oficina Colonial observó que 47 prostitutas 'nativas' eran muy pocas para satisfacer las necesidades de los 4.926 hombres de la guarnición, además de a los marineros de los barcos atracados en el puerto.

### Islas Caimán
La prostitución en las Islas Caimán es legal, pero el Código Penal prohíbe las actividades relacionadas de terceras personas, como la regencia de burdeles, la incitación a la prostitución, o que un hombre viva a expensas de la prostitución de una mujer (modelo abolicionista).

### Islas Malvinas
La prostitución en las Islas Malvinas es alegal, pero actividades relacionadas, como el ofrecimiento de dinero por sexo a un tercero o el mantenimiento de un burdel, están prohibidas por la Ordenanza de Crímenes de 2014 (modelo abolicionista). Según la Ordenanza de Procedimientos Matrimoniales (Jurisdicción Sumaria) de 1967, el que un hombre obligue a su esposa a prostituirse es motivo válido de divorcio. Soldados británicos que regresan de misión en las islas informan que la prostitución en Malvinas es escasa o nula.

### Islas Pitcairn, Henderson, Ducie y Oeno
Además de la participación en la prostitución infantil, no hay leyes de prostitución en el territorio de las Islas Pitcairn. Las islas Henderson y Ducie están deshabitadas, mientras que la isla Oeno solo está habitada durante el verano austral, como lugar de vacaciones de los residentes de Pitcairn.
La prostitución ha formado parte de la historia sexual de la isla Pitcairn desde el establecimiento en ella de los amotinados del Bounty hasta tiempos recientes. En los tiempos de la Segunda Guerra Mundial, cuando la población alcanzó su máximo de 233 habitantes en la isla, el pastor de las islas se quejó al Alto Comisionado de que la prostitución en Pitcairn era "muy común".

### Islas Turcas y Caicos
La prostitución callejera es ilegal en las Islas Turcas y Caicos, así como el merodeo nocturno, y existen leyes contra el reclutamiento de mujeres para ejercer la prostitución en otros países, contra el secuestro de mujeres con fines de lucro y contra la trata. Sin embargo la prostitución por cuenta propia, así como los burdeles, no son explícitamente ilegales, por lo que nos encontramos ante un modelo abolicionista más liviano de lo habitual. La prostitución es común en las islas, especialmente en Providenciales. Muchas de las prostitutas que trabajan ahí parecen ser de Europa del Este, de República Dominicana, y, más recientemente, de Venezuela. Se ha constatado la existencia de turismo sexual femenino en las islas. El tráfico sexual y el VIH han sido catalogados como problemáticos en la colonia. En 2018 se llevó a cabo una redada contra barios bares de Providenciales, en los que se sospechaba que trabajaban víctimas de trata. Dicha redada se saldó con la detención de más de 50 mujeres de República Dominicana y Venezuela (la mayoría de las cuales fueron deportadas a sus países de origen), y de otras 36 mujeres y tres hombres por violaciones de las leyes de trata y de inmigración.

### Islas Vírgenes Británicas
La prostitución es legal en las Islas Vírgenes Británicas, pero actividades relacionadas y a terceros, como solicitar u ofrecer servicios sexuales en espacios públicos, o poseer un burdel, son ilegales (modelo abolicionista). A las prostitutas reconocidas, o a aquellas personas que se sabe que viven de la prostitución, se les puede negar las visas de entrada al territorio. Pese a la técnica prohibición del trabajo sexual a terceros, se sabe que la prostitución ocurre principalmente en burdeles y clubes de estriptis, especialmente en la capital, Road Town.

### Montserrat
La prostitución en Montserrat es alegal, prohibiendo el Código Penal actividades relacionadas, como controlar burdeles o vivir de los ingresos de la prostitución ajena en los artículos 125 a 127(1) y 129 a 136(1) (modelo abolicionista).
Después de la erupción del volcán Soufrière Hills en 1997 que enterró la antigua capital, Plymouth, muchos trabajadores migrantes llegaron a la isla desde Guyana, Jamaica, Haití y la República Dominicana. Con ellos llegaron prostitutas. Un poema anónimo publicado en un periódico local en 2013 daría a entender la existencia de trata de personas y de  prostitución de menores en la isla.

### Santa Elena, Ascensión y Tristán de Acuña
Hay documentos que prueban la existencia histórica de prostitutas en la isla de Santa Elena. Algunos reportes apuntan a indicios de intercambio de sexo por comida y bienes de consumo en esa isla y Ascensión. No existe información al respecto de prostitución en Tristán de Acuña. En marzo de 2017, el Reino Unido extendió la jurisdicción de su Ley de Delitos Sexuales a sus dependencias atlánticas y a las Islas Bermudas. Desde entonces, el modelo de referencia respecto a la prostitución en dichas islas es el abolicionista (prostitución permitida pero no reconocida como trabajo, proxenetismo y trabajo a terceros ilegal).

## Otros territorios británicos de ultramar

### Acrotiri y Dhekelia
Los territorios de Acrotiri y Dhekelia son bases militares británicas en la isla de Chipre. La gran presencia de tropas británicas en la isla, después de que esta cayese bajo dominio británico, llevó a promulgar leyes sobre prostitución que aún se mantienen parcialmente a día de hoy. En la práctica, Chipre sigue un modelo abolicionista (prostitución permitida pero no reconocida ni legalizada, proxenetismo prohibido). Dado que el Tratado del Establecimiento de 1960 promulga que las bases seguirán a nivel legislativo, hasta donde sea posible, las leyes de la República de Chipre, Acrotiri y Dhekelia se acogen a esta normativa.

### Islas Georgias del Sur y Sandwich del Sur
Las islas Georgias del Sur y Sandwich del Sur no tienen habitantes permanentes. Por tanto, no tienen una ley sobre prostitución.

### Territorio Antártico Británico
El Territorio Antártico Británico está deshabitado, excepto por el personal de investigación. Por lo tanto, carece de ley al respecto de la prostitución.

### Territorio Británico del Océano Índico
Las islas del Territorio Británico del Océano Índico están deshabitadas, excepto por el personal militar y los contratistas. Por lo tanto, carecen de ley al respecto de la prostitución.